# Маунт Плезант (Охајо)
Маунт Плезант (енгл. Mount Pleasant) град је у америчкој савезној држави Охајо.

## Демографија
По попису из 2010. године број становника је 478, што је 57 (-10,7%) становника мање него 2000. године.
| Група             | 2000.       | 2010.       |
| Белци             | 521 (97,4%) | 467 (97,7%) |
| Афроамериканци    | 7 (1,3%)    | 4 (0,8%)    |
| Азијати           | 2 (0,4%)    | 3 (0,6%)    |
| Хиспаноамериканци | 1 (0,2%)    | 1 (0,2%)    |
| Укупно            | 535         | 478         |